# Stajka
Stajka (v místním nářečí Stejka, německy Stutten) je malá vesnice, část obce Hatín v okrese Jindřichův Hradec v Jihočeském kraji. Nachází se asi jeden kilometr východně od Hatína. Je zde evidováno 37 adres. Trvale zde žije 50 obyvatel.
Stajka je také název katastrálního území o rozloze 1,78 km².

## Historie
První písemná zmínka o vesnici pochází z roku 1384.

## Obyvatelstvo
| Rok            | 1869 | 1880 | 1890 | 1900 | 1910 | 1921 | 1930 | 1950 | 1961 | 1970 | 1980 | 1991 | 2001 | 2011 | 2021 |
| -------------- | ---- | ---- | ---- | ---- | ---- | ---- | ---- | ---- | ---- | ---- | ---- | ---- | ---- | ---- | ---- |
| Počet obyvatel | 170  | 163  | 191  | 188  | 160  | 164  | 160  | 114  | 119  | 107  | 75   | 58   | 50   | 56   | 71   |
| Počet domů     | 22   | 22   | 23   | 26   | 27   | 27   | 33   | 35   | 31   | 31   | 24   | 35   | 34   | 36   | 41   |

## Obecní správa
Při sčítání lidu v letech 1850–1899 Stajka byla osadou obce Polště v okrese Jindřichův Hradec. V letech 1900–1959 byla samostatnou obcí v okrese Jindřichův Hradec. Od roku 1960 je částí obce Hatín v okrese Jindřichův Hradec.

## Galerie

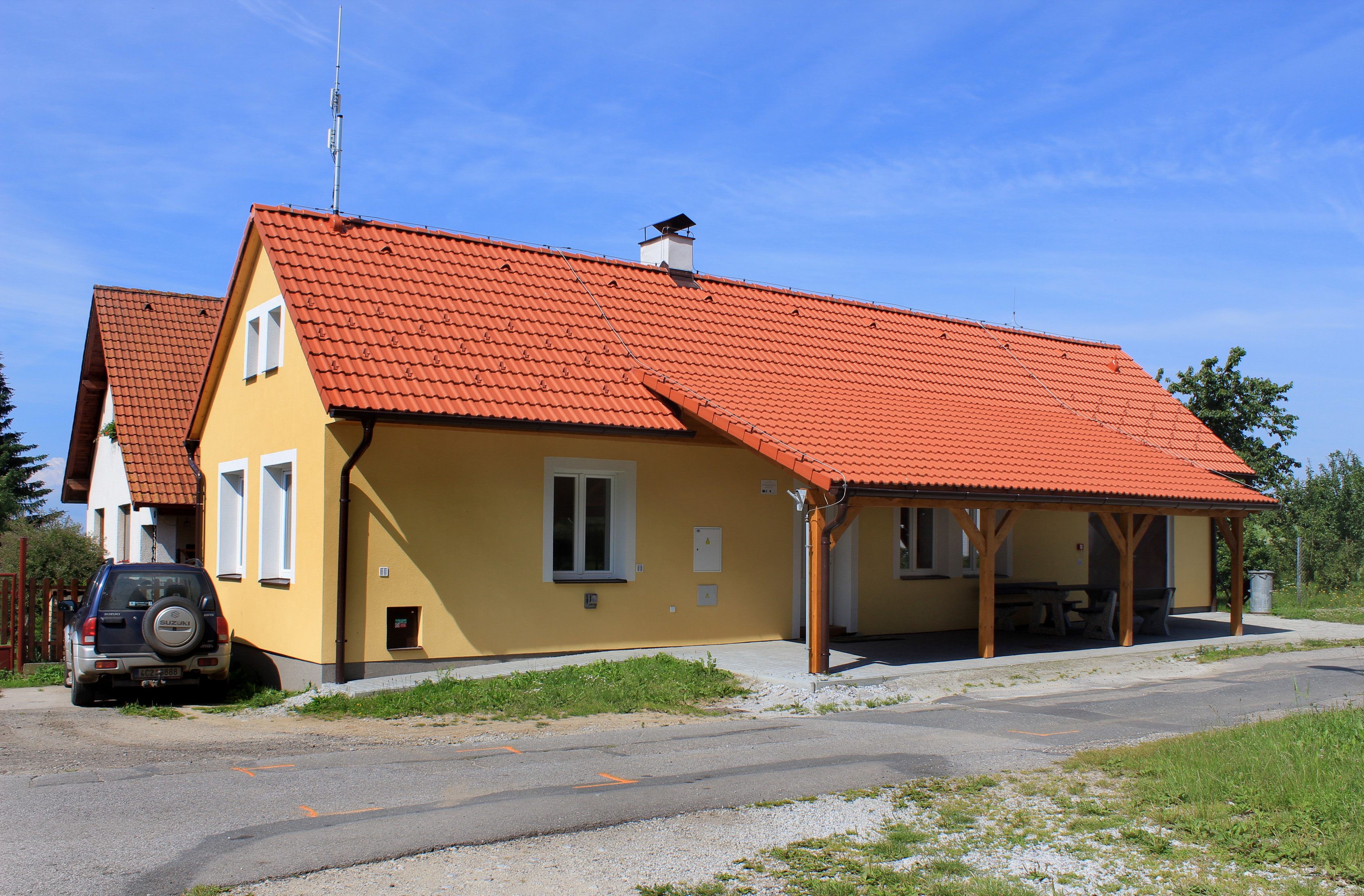
Hasičská zbrojnice
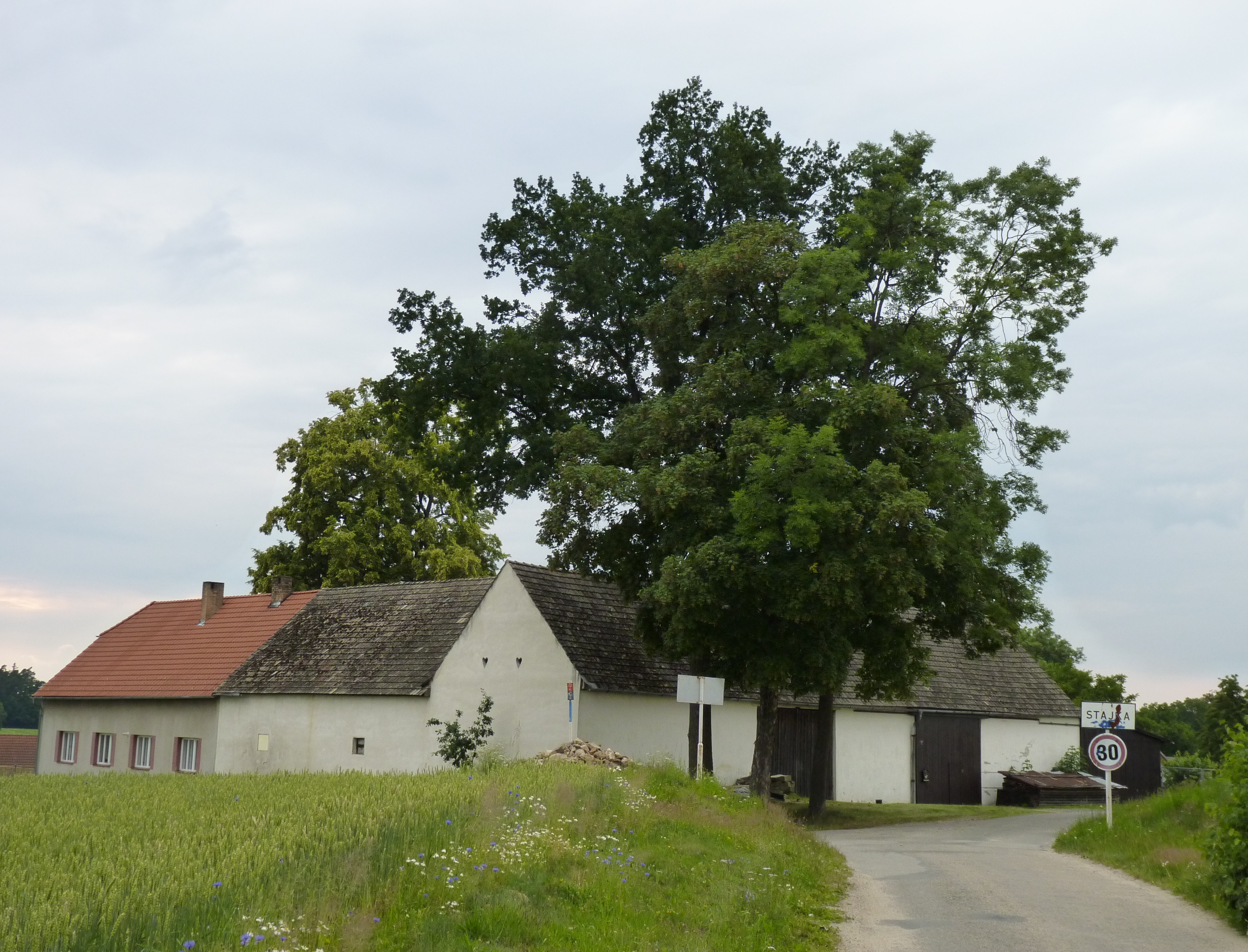
Příjezd od jihu
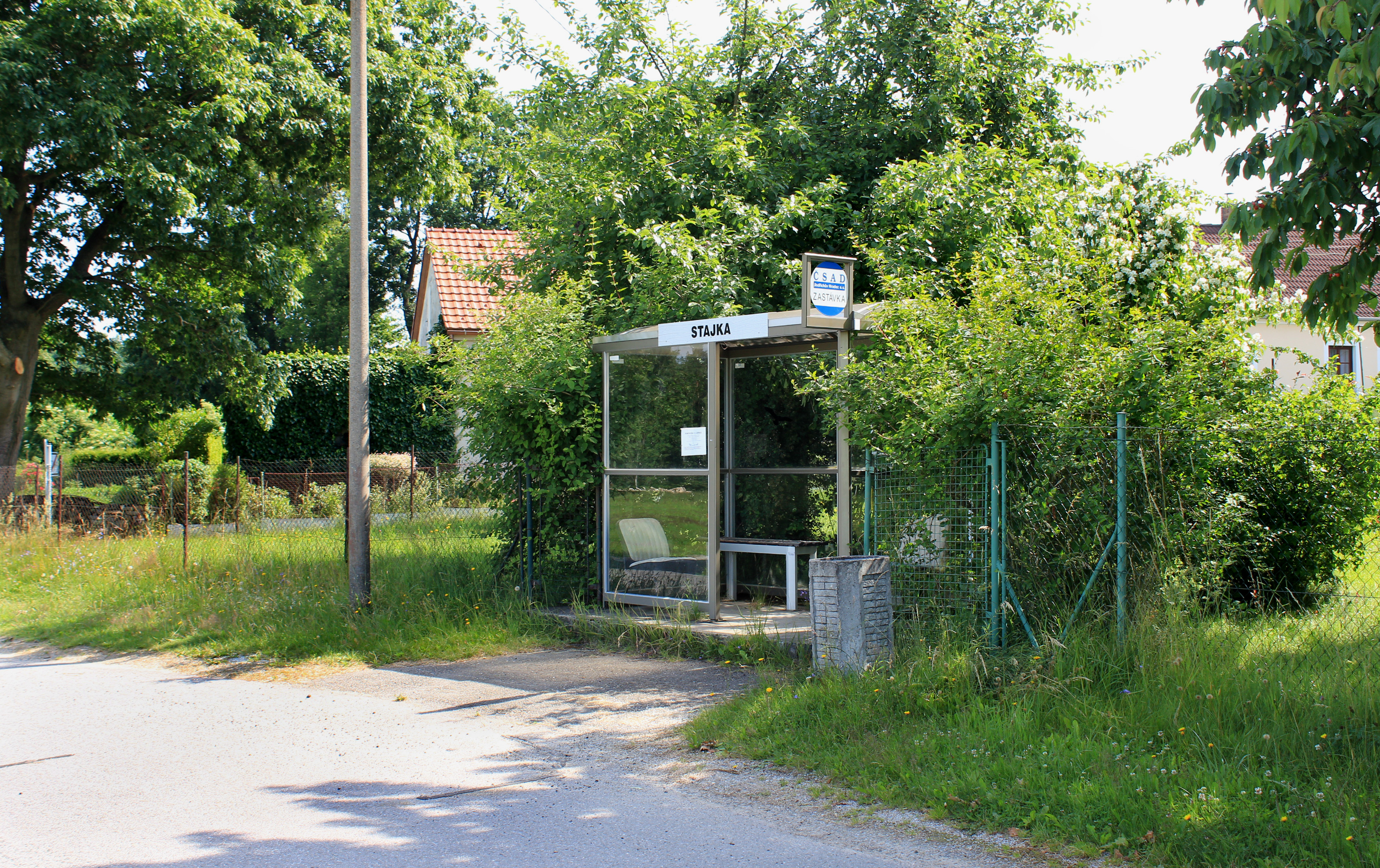
Zastávka s křesílky